# Beér János
Beér János (Teschen, Szilézia, 1905. február 17. – Budapest, Józsefváros, 1966. február 22.) jogtudós, egyetemi tanár, az állam- és jogtudományok kandidátusa (1952), doktora (1961).

## Kutatási területe
Főként a szocialista magyar államigazgatási joggal és államjoggal foglalkozott.

## Életpályája
Beér Miksa műszaki tisztviselő és Földes Hermina tanárnő fiaként született. 1915-től a Budapesti III. Kerületi Magyar Királyi Állami Főgimnázium tanulója volt, ahol 1923-ban jeles eredménnyel érettségi vizsgát tett. 1930-ban tagja volt a „Volt Iskolatársak Szövetségének”. A budapesti Pázmány Péter Tudományegyetem Jog- és Államtudományi Karán szerzett jogi diplomát 1927-ben, majd 1931-ben ügyvédi-bírói képesítést nyert. 1936–1942 között önálló ügyvédi irodát vezetett, majd betanított munkásként dolgozott. A második világháború idején zsidó származása miatt behívták munkaszolgálatra és a keleti frontra vezényelték. A visszavonulás során megszökött és Budapest felszabadulásáig Csepelen élt illegalitásban. 1945-ben belépett a Magyar Kommunista Pártba. A háborút követően Budapest tiszti főügyésze, 1948-ban a Miniszterelnökség Jogi Reformbizottságának titkára lett. 1948 és 1952 között a Belügyminisztérium Elnöki Főosztályának, majd Igazgatási Főosztályának vezetőjeként működött.
1948-tól a budapesti Pázmány Péter Tudományegyetem, illetve ELTE Jog- és Államtudományi Kar Államjogi/Alkotmányjogi Tanszék nyilvános rendes tanára, 1952 és 1966 között egyetemi tanára, 1948 és 1966 között a Tanszék vezetője; 1952–1953-ban az ÁJTK dékánja volt.
Fontos szerepet töltött be a jogalkotásban is. Közreműködött a köztársasági törvény, az 1949. évi XX. törvény (a Magyar Népköztársaság Alkotmánya), a tanácstörvények, valamint az államigazgatási eljárási törvény létrehozásában.

## Főbb művei
- Alkotmányjog (Budapest, 1951)
- Magyar államjog (Kovács Istvánnal és Szamel Lajossal, Budapest, 1960, oroszul Moszkva, 1965)
- A helyi tanácsok kialakulása és fejlődése Magyarországon (Budapest, 1962; az MTA nagyjutalmát kapta e munkájáért)

## Díjai, elismerései
- Szabadságrend (1945)
- Magyar Népköztársasági Érdemrend III. fokozata (1950)
- Munka Érdemrend (1955)
- Akadémiai Díj II. fokozata (1964)